# Paulus-Chor Stuttgart
Der Paulus-Chor Stuttgart ist der Kirchenchor der evangelischen Pauluskirche in Stuttgart-West. Leiterin ist Sabine Steinmetz.

## Geschichte
Erstmals erwähnt wird ein Kirchenchor in der Paulusgemeinde beim Einweihungsgottesdienst der Pauluskirche in Anwesenheit der württembergischen Königsfamilie am 17. April 1898. Der damalige Leiter, Martin Mezger, war bis 1936 Kantor (und zugleich Organist) an der Pauluskirche.
Nach Mezgers Tod kam es zur Neugründung des Chores, weil der größere Teil des Chores einen deutschchristlichen Nachfolger verlangt hatte, der Kirchengemeinderat sich aber für Karl Isenberg als Organist und August Langenbeck als Kantor entschied. Im März 1937 kam der neue Chor erstmals zusammen, im Oktober 1940 wurde Langenbeck jedoch zur Wehrmacht einberufen, die Pauluskirche, das Pfarr- und das Gemeindehaus wurden bei Luftangriffen zerstört, sodass eine Probenarbeit nicht mehr möglich war.
Aushilfsweise übernahm zunächst Helga Böhmer, Organistin und Kantorin der Paul-Gerhard-Kirche, von Herbst 1944 bis Sommer 1945 die Leitung des Kirchenchores, ab 1946 wurde der Chor von Hanna Riecker geleitet.
Im April 1948 übernahm der aus französischer Kriegsgefangenschaft zurückgekehrte Langenbeck wieder den Kirchenchor. Ab September 1949 hatte der Chor mit der Notkirche am Leipziger Platz wieder einen Probenraum. 1958 wurde Langenbeck, der zudem Leiter der Abteilung Kirchenmusik beim SDR und Gründer des Stuttgarter Kantatenchores war, zum Kantor an der Stiftskirche Stuttgart ernannt und musste den Kirchenchor der Pauluskirche damit wieder abgeben.
Langenbecks Nachfolger wurde der Abteilungsleiter für moderne Musik beim SDR und Leiter der Stuttgarter Schola Cantorum, Clytus Gottwald, der unter anderem mit seinen Informellen Gottesdiensten, in denen er „zum ersten Mal die Verbindung von neuer Musik (neue Orgel- und Chormusik sowie Musik für Sprachklänge und elektronische Musik) mit einer neuen Gottesdienstform“ ausprobierte, sogar überregional für großes Aufsehen sorgte. Gerade diese neuen Gottesdienstformen führten zum Konflikt mit dem Kirchengemeinderat und dem Oberkirchenrat, sodass Gottwald im Oktober 1970 sein Amt als Kantor niederlegte.
Gottwald folgte Dieter Kurz nach, der jedoch bereits 1972 zum künstlerischen Leiter der Laubacher Kantorei bei Frankfurt berufen wurde. Joachim Eichhorn, Organist an der Gedächtnis- und Waldkirche, übernahm zusätzlich zu seinen dortigen Aufgaben daneben noch die Stelle als Kantor an der Pauluskirche.
1974 wurden die Kantoren- sowie die Organistenstelle an der Pauluskirche neu vergeben, beide Aufgaben übernahm der aus Frankfurt zurückgekehrte Dieter Kurz, der Kirchenchor wurde zum Pauluschor. Als Dieter Kurz 1980 Professor für Chorleitung an der Stuttgarter Musikhochschule wurde, blieb er Kantor und Leiter des Paulus-Chores, gab sein Amt als Organist aber wieder ab.
2016 waren sowohl die bisher getrennten Stellen als Chorleiterin und als Organistin an der Pauluskirche wie auch die Stelle der Leitung des PaulusOrchesters neu zu vergeben. Die Orchesterleitung hatte bis dahin die Ehefrau von Dieter Kurz, Veronika Stoertzenbach, inne. Sabine Steinmetz, zuletzt Kantorin an der Christuskirche in Stuttgart-Korntal, übernahm zum Juli 2016 diese Aufgaben. Die Proben mit dem Paulus-Chor leitete sie bereits ab April 2016, die Leitung des PaulusOrchesters (heute: Paulus Symphonie Orchester) gab sie 2018 an Frank Kleinheins ab.
Die Kantorinnen und Kantoren waren:
- 1898–1936 Martin Mezger
- 1937–1958 August Langenbeck
- 1958–1970 Clytus Gottwald
- 1970–1972 Dieter Kurz
- 1972–1974 Joachim Eichhorn
- 1974–2016 Dieter Kurz
- seit 2016 Sabine Steinmetz

## Chorarbeit
Etwa 80 aktive Sängerinnen und Sänger, nicht nur aus der Gemeinde selbst, sondern aus einem größeren Einzugsgebiet über Stuttgart hinaus, machen den Chor zu einem ambitionierten Laienensemble.
Im Zentrum der Arbeit des Chores steht neben der musikalischen Gestaltung der Gottesdienste – hier vor allem mit A-cappella-Werken verschiedener Epochen – mehrmals im Jahr auch die Erarbeitung größerer Werke, häufig in Zusammenarbeit mit dem Paulus Symphonie Orchester, aber auch mit zusammen anderen Chören und Orchestern.
Zum umfangreichen Repertoire des Chores gehören neben Werken u. a. von Schütz, Händel, Bach, Haydn, Mendelssohn Bartholdy, Brahms, Fauré, Dvořák, Berlioz und Verdi auch modernere Werke, z. B. von Zimmermann, Bernstein und Rutter.
1991 nahm der Chor am Festival Europäische Kirchenmusik in Schwäbisch Gmünd teil und spielte für den SDR eine Aufnahme des damaligen Siegers des Kompositionswettbewerbs ein.